# Leopoldo Miguez
Leopoldo Américo Miguez (Niterói, 9 settembre 1850 – Rio de Janeiro, 6 luglio 1902) è stato un compositore, violinista e direttore d'orchestra brasiliano.
È considerato il continuatore dell'opera di Francisco Manuel da Silva e il rinnovatore dell'insegnamento della musica in Brasile agli inizi del XX secolo.

## Biografia
Nacque a Niterói in 1850. Visse in Spagna dai due fino ai sette anni, si trasferì ad Oporto (Portogallo) dove si formò in armonia e composizione con Giovanni Franchini e il violinista Nicolau Medina Ribas. Ritornò nel 1871 in Brasile dove lavorò come bibliotecario nella Casa Dantas di Rio de Janeiro. Nel 1878 fondò insieme al pianista Arthur Napoleão la società Arthur Napoleão & Miguez, dedicata alla musica e alla vendita di strumenti. Abbandonò l'attività commerciale dopo dieci anni per consacrarsi integralmente alla musica.
Al fine di perfezionarsi, viaggiò ad Europa nel 1882 sotto la protezione di Pietro II. Fu raccomandato ad Ambroise Thomas, direttore del Conservatorio di Parigi. Tornò nel 1884 in Brasile, dopo aver ricevuto l'influsso della musica di Richard Wagner, Franz Liszt e Hector Berlioz.
Nel 1886 fu protagonista fondamentale ed involontario dell'episodio che diede inizio alla carriera di Arturo Toscanini, uno dei più celebri direttori di orchestra della storia, che si era unito come violoncellista all'orchestra di una compagnia di opera in tour nel Sudamerica. Miguez venne scritturato per la direzione dell'orchestra della compagnia che doveva rappresentare l'Aida a Rio de Janiero, ma rinunciò a causa di contrasti con i musicisti, costringendo il direttore della compagnia a cercare immediatamente un sostituto. Dopo il fallimento di due candidati, Carlo Superti ed Aristide Venturi, i cantanti proposero Toscanini, che a 19 anni era l'assistente del Maestro del Coro e conosceva a memoria l'opera completa. Nonostante non avesse esperienza di direzione d'orchestra, venne convinto dai musicisti a prendere la bacchetta alle ore 21:15 e dirigere l'esecuzione di un'opera di due ore in media di durata. Il pubblico fu gratamente sorpreso per l'estrema gioventù, la sicurezza e la maestria dello sconosciuto direttore, facendo del suo debutto un successo assoluto. Durante il resto della stagione Toscanini diresse più di diciotto opere, tutte con lo stesso successo.
A gennaio del 1890 il maresciallo Deodoro da Fonseca, primo presidente brasiliano dopo la proclamazione della Repubblica, bandì a concorso pubblico la realizzazione di un nuovo inno nazionale per il Brasile. Detto concorso venne vinto dalla proposta di Leopoldo Miguez e Medeiros e Albuquerque rispettivamente per la musica e le parole. Nonostante la vittoria, per l'inno nazionale brasiliano venne scelta la ben più popolare Marcha Triunfal, di Francisco Manuel da Silva, mentre la composizione di Miguez divenne l'Inno alla proclamazione della Repubblica (Hino à proclamação dà Repubblica), uno dei maggiori simboli della nascita del sistema repubblicano brasiliano.
Fu designato membro della commissione che decise di chiudere l'antico conservatorio di Francisco Manuel da Silva e creare il Liceo Nazionale di Musica, per il quale fu nominato primo direttore.
Nel 1895 viaggiò nuovamente in Europa con l'obiettivo di analizzare il funzionamento dei conservatori europei. Lì acquistò strumenti per l'Orchestra Sinfonica del Liceo Nazionale di Musica, strumenti per il gabinetto di acustica e materiale per la biblioteca.
Fu autore del libro Elementi di teoria musicale e di vari articoli nella Gazeta Musicale di Rio de Janeiro, sotto il titolo Teoria dà formação dai scale cromatiche.
La sua opera Pelo amore! venne rappresentata nel Cassino Fluminense nel 1897, con libretto di Coelho Neto. I Salduni venne rappresentata nel 1901 nel Teatro Lírico. Alcune delle sue opere più importanti sono: Marcia elegíaca a Camõè (1880), Sinfonia em se bemol (1882), Parisina (1888), Ave libertas! (1890), Prometheus (1891) e Suite à l'antique (1893).
Morì a Rio de Janeiro nel 1902. Era zio materno del poeta, paroliere e artista plastico Luís Peixoto.

## Opere

### Pianoforte solista e a quattro mani
- Noturno, Op. 19 (1867)
- Pressentiment (Romance sans paroles), Op. 1 (1876)
- Marche nuptiale, Op. 2 (1876)
- Marcha elegíaca "A Camões", Op. 4 (1880)
- Scena dramática, Op. 8 (1883)
- Noturno, Op. 10 (1883)
- Allegro appassionato, Op. 11 (1883)
- Parisina, Op. 15 (1888)
- Hino à Proclamação da República dos Estados Unidos do Brazil (1889)
- Ave libertas, Op. 18 (1890)
- Lembrançãs (Souvenirs), Op. 20 (Noturno / Mazurca / Scherzetto / Lamento) (1890-92)
- Prometée (Prometheus), Op. 21 (1891)
- Suite a l'antique, Op. 22 (Prelúdio / Sarabande / Gavotte / Air / Double / Rigaudon) (1893)
- Scènes intimes, Op. 24 (Berceuse / Chanson d'une jeune fille / Conte romanesque / Bavardage) (1894)
- Prélude en Si b majeur (à l'antique), Op. 25 (1897)
- Faceira (Coquette), Impromptu-valse, Op.28 (1897)
- Reina paz em varsóvia (1899)
- Bluettes, Álbum de jeunesse, Op. 31-32 (1899)
- Serenata, Op. 33 (1899)
- Morceaux lyriques, Op. 34 (L'improvisateur / Étude poétique / Saudade / Chanson sans paroles / Pologne / Mazurka / La mendiante / Romance sans paroles / Plaisanterie / Humoresque) (1899)
- 12 peças características, Op. postuma (Carrilhão / Historieta / Travessura / A Avóshinha / Manhas e Reproches / Devaneio / Pierrot / *** / Pezar / Cumprimentos / À tardinha / Folguedo)

### Orchestra
- Marcia nupcial (1876)
- Marcia elegíaca a Camões (1880)
- Sinfonia em sol bemol (1882)
- Parisina (1888)
- Ave libertas! (1890)
- Hino à Proclamação dà Repubblica (1890)
- Prometheus, poema sinfonico (1891)

### Opera lirica
- Pelo amore! (1897)
- I Salduni (1901)

### Musica da camera
- Silvia
- Suite à l'antique (1893)
- Trio
- Sonata per violino e pianoforte in la maggiore, Op. 14
- Noturno per contrabbasso e pianoforte

### Musica corale
- Branca aurora
- Le Palmier du Brésil
- Ad Instrução